# Roch-Sylvestre Grignon de Pouzauges
|  | Per a altres significats, vegeu «Roch-Sylvestre Grignon (desambiguació)». |

Roch-Sylvestre Grignon de Pouzauges   (La Flocellière, juny 1775 - Chambretaud, 18 de novembre de 1799) batejat a Pouzauges el mateix dia, hi ha un aristòcrata francès, emigrant llavors cap militar Vendean, mort a la batalla de Chambretaud el 18 de novembre de 1799.

## Biografia
Fill de Joseph-Gabriel-Toussaint Grignon, marquès de Pouzauges (1735-1805), cavaller, senyor d'Echardières, oficial del regiment d'Artois-cavalleria, emigrant, i de Marie-Joséphine-Benjamine Grignon de la (1748- 1819).

## Emigració
Igual que el seu pare, va ser inscrit en la Grande-Écurie de Versalles, després d'haver emigrat amb ell durant la Revolució, tots dos van ser voluntaris de l'exèrcit dels Prínceps en la segona companyia dels caçadors a cavall de la marina. El 1794, es va incorporar al regiment dels uhlans britànics de Louis de Bonilla.

## Revolta de La Vendée
El 1795, obtingué permís per tornar a França i esdevingué oficial del general Stofflet a l'exèrcit d'Anjou.

Va ser ajudant de campament del germà del rei (futur Charles X), germà de Lluís XVIII, durant l'expedició a l'Ile d'Yeu el 1795. Li va rebre l'encàrrec de lliurar un missatge a Charette per anunciar-la la resolució que van prendre els generals de posposar el desembarcament i posar-se sota observació a Ile-d'Yeu. Charette va respondre a Grignon: 
| « | "Digues al príncep que em vas portar a l'arrest de la meva mort; Avui ordeno quinze mil homes, demà potser no en tindré quinze-cents. Només em queda fugir o buscar un final gloriós; la meva elecció està feta: moriré amb les armes a la mà" | » |

A principis de 1796, es va unir al seu cosí comte Vasselot i va crear una companyia de 600 homes a l'antic país del general Sapinaud, que havien dimitit. Amb aquest organisme, van obtenir alguns èxits successivament a Saint-Michel-Mont-Mercure, Les Épesses i Saint-Laurent-sur-Sèvres, després van ser colpejats a prop de Chantonnay.
El 23 de febrer de 1796, la seva germana, Mademoiselle de Grignon, va ser cremada viva pels soldats republicans a la finca Saugrenière, a la ciutat de La Poitevinière. L'agost de 1799, va ser nomenat comandant de l'exèrcit catòlic i reial del centre pel comte d'Artois, va participar en la batalla d'Aubiers a Nueil-les-Aubiers, on van dirigir els reialistes comandats per d'Autichamp. Amb les restes del seu exèrcit, al voltant de 800 homes, va reconèixer una columna republicana d'un centenar d'homes a Puy-du-Fou, de la qual només el comandant va ser salvat.
El novembre de 1799, va morir lluitant durant la batalla de Chambretaud.